# Friesea mirabilis
Friesea mirabilis är en urinsektsart som först beskrevs av Tycho Fredrik Hugo Tullberg 1871.  Friesea mirabilis ingår i släktet Friesea och familjen Neanuridae. Arten är reproducerande i Sverige. Inga underarter finns listade i Catalogue of Life.